# Сахарный Кремль
«Сахарный Кремль» — сборник из 15 антиутопических рассказов русского писателя Владимира Сорокина, изданный в 2008 году. Первое издание позиционировало «Сахарный Кремль» как роман в рассказах.

## Мир книги
Действие рассказов происходит в том же вымышленном мире, что и действие более ранней книги Сорокина «День опричника». Благодаря единству места и времени действия обе книги можно объединить в дилогию. Именно как дилогия эти два произведения были номинированы на литературную премию «Большая книга» в 2009 году.
В некоторых из рассказов действуют герои «Дня опричника»: снова появляются палач Шка Иванов и режиссёр Фёдор Лысый по прозвищу «Федя-Съел-Медведя», а в заключительном рассказе «Опала» фигурирует главный герой «Дня опричника» Андрей Комяга.
Действие обеих книг происходит в Государстве Российском в середине XXI века, после Красной, Белой и Серой смут. Государственным строем его является самодержавие, жизнь предельно регламентирована: все товары (для простонародья) — только российские, выбор есть ровно из двух наименований любого товара: номенклатура все же может приобретать товары китайского производства.
Детальная регламентация повседневной жизни напоминает сорокинскую сатиру «Очередь» (1983). В то же время ритуальная обязательность многих действий пародирует торжественные мероприятия советских времён.

## Язык и стиль
Владимир Сорокин не объясняет читателю происходящее в его произведениях, а создаёт антиутопический мир, в который помещает героев. Язык рассказов нарочито архаичен и содержит отсылки к Русскому царству (используются такие слова, как «челядь», «сотник», «тайный приказ» и «торговый приказ»). В то же время сочетание подробностей, характерных для прошлого и настоящего (кинематограф, интернет, телевидение), задаёт сатирическую тональность дилогии.
Вместе с тем отмечены различия «Сахарного Кремля» и «Дня опричника». Во второй книге сатира сменяется сарказмом, язык менее стилизован под старину, а общая стилистика более пародийна. В каждом рассказе сборника имитируется какой-либо известный и легко узнаваемый текст. Примеры:
- «Марфушина радость»: текст написан в стиле святочного рассказа. В рассказе появляется образ Сахарного Кремля, позже встречающийся во всех рассказах сборника[2].
- Рассказ «Калики» имитирует этнографический очерк Сергея Максимова «Бродячая Русь Христа ради», конец же рассказа делением героев на слепых и зрячих отсылает к финалу пьесы Мориса Метерлинка «Слепые». При этом диалоги героев строятся по законам классической реалистической пьесы[2].
- «Кочерга»: Рассказ написан в стилистике романов Юлиана Семёнова, однако центральный диалог между капитаном Севастьяновым и арестованным Смирновым отсылает к сценам из романа Анатолия Рыбакова «Дети Арбата». Пародийный характер рассказа подчёркивается скрытыми цитатами из советских песен — «Хотят ли русские войны» и «Незримый бой» — главной темы телесериала «Следствие ведут Знатоки». Вставная притча имитирует рассказы писателя Евгения Пермяка, после неё происходит снижение тональности и стиль становится похож на произведения Василия Ардаматского[2].
- В рассказе «Сон» прослеживается пародирование как Михаила Булгакова, так и мистической прозы Владимира Орлова, несмотря на внешнее сходство с первым романом дилогии — «День опричника»[2].
- Главный герой рассказа «Петрушка» — шут государя, напоминает героя рассказа Николая Лескова «Тупейный художник»[2].
- «Кабак»: Рассказ полностью написан в стилистике книги очерков Михаила Пыжова «Москва кабацкая», посвящённой питейным заведениям Москвы — сохранены даже характерные для неё длинные перечисления. При этом, однако, в рассказе множество намёков на современные реалии России — в нём действуют силач Меведко, фокусник Пу И Тин, дворник Лужковец, артист Гришка Вец. Поэтические фрагменты выдержаны в разной стилистике — от духовных стихов до рэпа[2].
- «Очередь» пародирует более ранние произведения Владимира Сорокина. Пародийность усиливается и подчёркивается тем, что в финале рассказа герои договариваются о свидании[2].
- «Письмо»: Рассказ написан в форме письма героини сестре, живущей в Хабаровске. Несмотря на то, что и у самой героини, и у её сестры всё благополучно, письмо выдержано в стиле причитания по умершему и это подчёркивает, что героиня не испытывает никаких чувств. Указывает на это и откровенное признание автора в использовании оборотов из письмовника[2]. Последняя часть пародирует эпистолярный стиль самого Сорокина в романе «Норма».
- «Underground»: пародирует рассказ Виктора Пелевина «Проблема верволка в средней полосе»
- «Опала»: рассказ является прямым продолжением романа «День опричника» — в нём главный герой романа Андрей Комяга гибнет в ходе дворцового переворота.